# Los Mackieavelikos HD
Los Mackieavelikos HD es el sexto álbum de estudio del dúo Yaga & Mackie. Fue publicado el 14 de mayo de 2012 por los sellos discográficos Los Mackieavelikos Inc. y Codiscos. El álbum fue presentado en Colombia, contiene colaboraciones de J Balvin, Noriega, J Álvarez, entre otros.

## Contenido
Dentro del álbum destacan el uso de fusiones con merengue y el uso constante de sonidos más electrónicos. También hay canciones con letras más explícitas, como «S Q» y «Sex» en contraste con canciones más suaves como «El Amor Venció».
Además, el tema «Morir Perreando» originalmente salió con el dúo de raperos Getto & Gastam, pero al final en el álbum se incluyeron a J Álvarez y a Ñejo en su lugar.

## Lista de canciones
| N.º     | Título                                   | Productor(es)                 | Duración |  |
| 1.      | «Intro – Los Mackieavelikos HD»          | Nixon                         | 0:45     |  |
| 2.      | «Música»                                 | Mr. Greenz                    | 2:52     |  |
| 3.      | «S Q»                                    | Nixon                         | 3:15     |  |
| 4.      | «Relájate»                               | Lil Wizard · Nixon            | 3:44     |  |
| 5.      | «Eres para mí»                           | Nixon · Duran                 | 3:00     |  |
| 6.      | «Hagan fila» (con J Balvin)              | Nixon · Sky                   | 4:23     |  |
| 7.      | «U Miss Me Now»                          | Nixon                         | 3:43     |  |
| 8.      | «Frágil» (con Noriega)                   | Noriega                       | 4:08     |  |
| 9.      | «Morir Perreando» (con J Álvarez y Ñejo) | Lil Wizard · Nixon            | 5:03     |  |
| 10.     | «Mueve»                                  | Nixon                         | 3:58     |  |
| 11.     | «El amor venció»                         | Musicólogo & Menes            | 3:17     |  |
| 12.     | «Mapa»                                   | Maffio                        | 3:29     |  |
| 13.     | «Déjate llevar» (con D&O)                | Nixon                         | 4:26     |  |
| 14.     | «La Luna y la Loba»                      | Nixon                         | 3:47     |  |
| 15.     | «Hola» (con Kario & Yaret)               | Louiz Musik · Duran the Coach | 4:13     |  |
| 16.     | «Tu envidia»                             | Louiz Musik                   | 4:49     |  |
| 17.     | «Sex»                                    | Nixon                         | 3:43     |  |
| 1:02:35 |                                          |                               |          |  |

## Personal
- Javier «Yaga» Martinez — Artista principal, composición, producción ejecutiva.
- Luis «Mackie» Pizarro — Artista principal, composición, producción ejecutiva.
- Esteban Piñero — Masterización.
- Sequence — Ingeniero, mezcla.
- DJ Bob — Ingeniero, mezcla.
- Bryan Jimenez — Mezcla.
- Carlos Rodríguez — Mezcla.
- Nixon — Mezcla, producción.
- Mr. Greenz — Producción.
- Lil Wizard — Producción.
- Duran the Coach — Producción, voces.
- J Balvin — Artista invitado, composición.
- Sky “Rompiendo El Bajo” — Producción.
- Noriega — Artista invitado, producción.
- J Álvarez — Artista invitado, composición.
- Ñejo — Artista invitado, composición.
- Musicólogo & Menes — Producción.
- Maffio — Producción.
- D&O — Artista invitados, composición.
- Louiz Musik — Producción.
- Kario & Yaret — Artista invitados, composición.